# Championnat féminin des clubs de l'AFC
Le Championnat féminin des clubs de l'AFC est une compétition annuelle de football féminin organisée par la Confédération asiatique de football (AFC) et regroupant les meilleurs clubs du continent asiatique. 

## Histoire
Malgré la création d'une Coupe d'Asie des nations en 1975 pour les sélections, aucune compétition asiatique féminine de football concernant les clubs n'existe jusqu'en 2019. Le comité du football féminin de la Confédération asiatique de football (AFC) recommande le 19 avril 2018 en marge de la finale de la Coupe d'Asie la création d'une telle compétition.
La première édition de la compétition, financée par le fonds de développement de la FIFA pour les confédérations, a lieu en 2019 à Yongin en Corée du Sud. Réunissant quatre équipes championnes de leur pays, la compétition se déroule sous un format de poule, chaque équipe rencontrant une fois les trois autres clubs. L'édition se conclut sur la victoire du club japonais du Nippon TV Beleza.
La compétition sert de tournoi pilote pour la future Ligue des champions de l'AFC : la compétition comprendra six clubs en 2020 et huit clubs en 2021 et 2022. La compétition s'étendra à toutes les associations de l'AFC en 2023 et 2024 avec un minimum de 12 participants avant une compétition à 16 en 2025.
Finalement, une nouvelle compétition pilote est organisée en 2021 dans la zone Ouest, en Jordanie, avec quatre clubs seulement. L'Amman Club remporte la compétition à domicile. En 2022, un troisième pilote est organisé avec deux zones de qualifications, Ouest et Est, et une finale prévue en même temps que celle de la coupe de l'AFC, qui sera abandonnée.
En août 2023, l'AFC annonce le lancement de sa Ligue des champions féminine pour 2024, après un dernier tournoi pilote organisé en deux groupes.

## Palmarès
| N° | Édition      | Champion                  | Vice-champion          | Lieu                                         |
| -- | ------------ | ------------------------- | ---------------------- | -------------------------------------------- |
| 1  | 2019         | Nippon TV Beleza          | Jiangsu Suning         | Yongin Citizen Sports Park (en), Yongin      |
| 2  | 2021         | Amman Club                | Shahrdari Sirjan       | Aqaba Development Corporation Stadium, Amman |
| 3  | 2022 - Ouest | Sogdiana Jizzax           | Khatoon Bam            | Markaziy Stadium (en), Karshi                |
| 3  | 2022 - Est   | BG Bundit Asia            | Taichung Blue Whale FC | Chonburi Stadium (en), Chonburi              |
| 4  | 2023         | Urawa Red Diamonds Ladies | Incheon Red Angels     | Urawa Komaba Stadium (en), Saitama           |